# Grignon (Île de Ré)
Pour les articles homonymes, voir Grignon.
Grignon est un spot de surf français situé en Charente-Maritime dans la commune d'Ars-en-Ré sur la côte sud à l'ouest de l'Île de Ré. Il fait partie des Spots de surf de l’île de Ré.

## Géographie
Grigon est une pointe rocheuse (affleurement des banches) située sur la côte sud de l’île de Ré pointe la plus à l’ouest d’Ars-en-Ré.
Elle était bordée, en mer, autrefois (encore dans les années soixante-dix) d’écluses à poissons (Grand Grignon, Bernicard…). 
À terre, on trouve :
- À l’ouest de grandes plages et des dunes d’une dizaine de mètres.
- À l’Est petites falaises.

La partie ouest a tendance à l’ensablement, alors qu’a l’Est l’érosion forte a nécessité la pose d’enrochement granitique.
Elle délimite l’extrémité sud  de la Forêt domaniale de la Combe à l’Eau.
Cette côte est très exposée a la houle venant du grand large (ouest) car elle n’est pas protégée comme le reste de l’Île par l’île d'Oléron.
On trouve également de nombreux vestiges du Mur de l’Atlantique, notamment les batteries Ida, Kora et Karola.

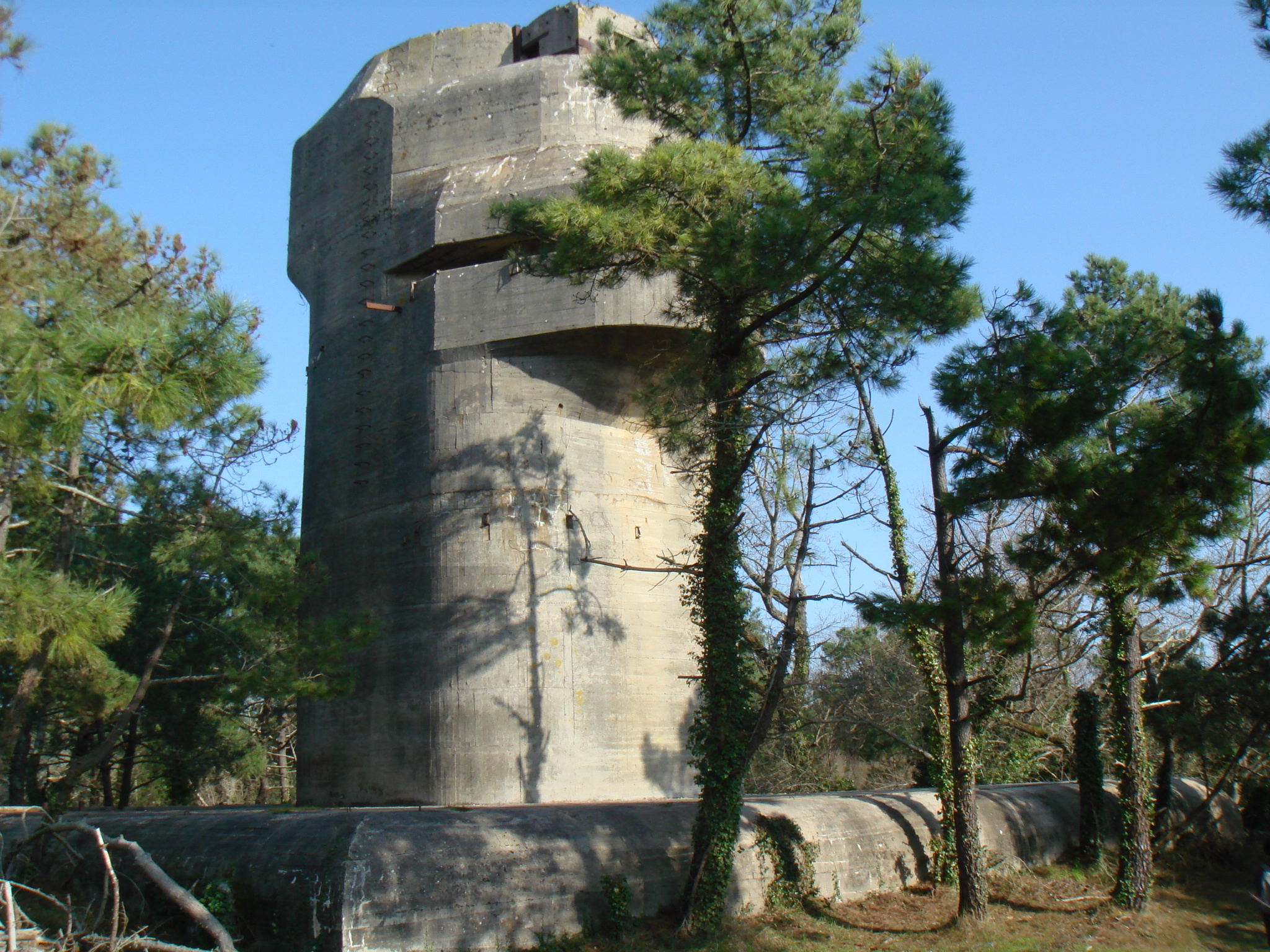
Batterie Kora-Karola